# El Cogulló (Vilanova de Meià)
El Cogulló metres que es troba al municipi de Vilanova de Meià, a la comarca catalana de la Noguera.
Al cim podem trobar-hi un vèrtex geodèsic (referència 262097001).

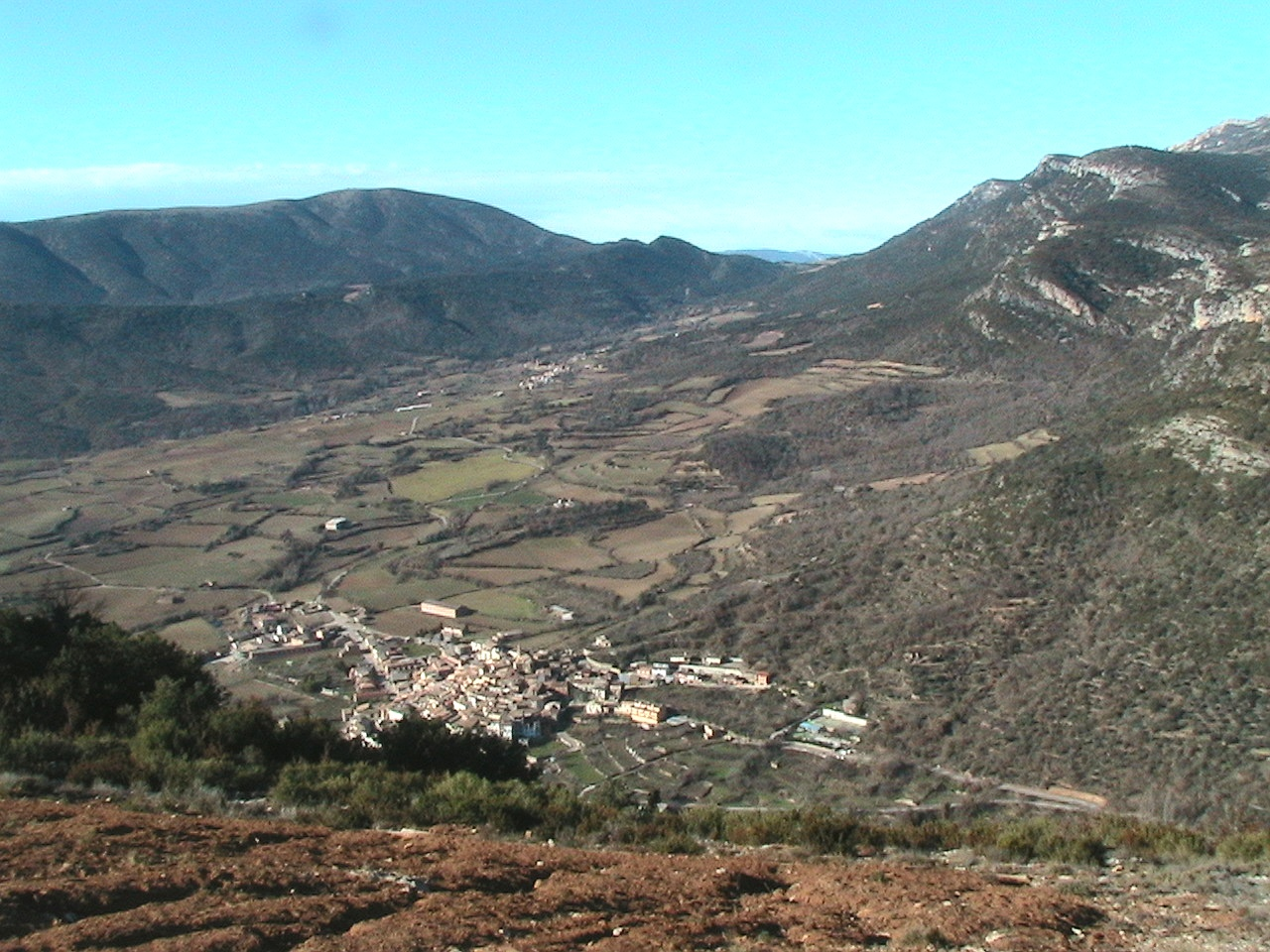
Vista de Vilanova de Meià des del cim del Cogulló (Imatge amb anotacions)

Aquest cim està inclòs al llistat dels 100 cims de la FEEC